# تیگران ملکومیان
تیگران ملکومیان (ارمنی: Տիգրան Մելիքսեթի Մելքումյան؛  زادهٔ ۱۵ مارس ۱۹۰۲ - درگذشته ۴ مارس ۱۹۷۴) دانشمند، فرد نظامی و استاد اهل ارمنستان بود.

## زندگی‌نامه
وی در ۱۹۰۲ در مشهد به دنیا آمد و از دانشگاه فنی آذربایجان (۱۹۲۹) فارغ‌التحصیل گشت. همچنین برندهٔ جوایزی همچون نشان پرچم سرخ کار، نشان پرچم سرخ، نشان شایستگی نبرد، نشان ستاره سرخ، نشان جنگ میهنی (درجه دو)، نشان برجسته افتخار، مدال به خاطر پیروزی مقابل آلمان در جنگ بزرگ میهنی (۱۹۴۵–۱۹۴۱)، جایزه استالین، جایزه دولتی اتحاد شوروی،  و  شده است. وی در ۴ مارس ۱۹۷۴ در ۷۱ سن سالگی در مسکو درگذشت و در گورستان نووودویچی به خاک سپرده شد.

## یادداشت
1. ↑  տեխնիկական գիտությունների դոկտոր
2. ↑  Ադրբեջանի տեխնիկական համալսարան
3. ↑  Քաղաքացիական ավիացիայի պետական ԳՀԻ
4. ↑  Ժուկովսկու անվան զինօդային ճարտարագիտական ակադեմիա
5. ↑  Ավիացիոն շարժիչների կենտրոնական ինստիտուտ
6. ↑  ՌԽՖՍՀ գիտության և տեխնիկայի վաստակավոր գործիչ
7. ↑  Ն․ Ե․ Ժուկովսկու անվան մրցանակ